# Andrei Cohn
Andrei Cohn (* 10. Juni 1972 in Bukarest) ist ein rumänischer Filmregisseur und Drehbuchautor.  

## Leben
Cohn studierte bildende Kunst, ehe er sich der Regie und dem Drehbuchschreiben zuwandte. Er arbeitete intensiv in der Werbung und eröffnete seine eigene Agentur Cohn & Jansen. Nach einer Reihe von Kurzfilmen in den frühen 2010er Jahren drehte Cohn 2015 seinen ersten Spielfilm Acasã la tata, gefolgt von Arest im Jahr 2019. Der Film wurde auf dem Internationalen Filmfestival Karlovy Vary, dem Transilvania International Film Festival und dem Cairo International Film Festival gezeigt. Săptămâna Mare ist sein dritter Spielfilm, der auf der Berlinale Premiere feierte.

## Filmografie
- 2009: Inainte si Dupa 22/12/1989 (Kurzfilm)
- 2010: Maica Domnului de la parter
- 2012: Family Picture (Kurzfilm)
- 2015: Acasă la tata
- 2019: Arest
- 2024: Săptămâna Mare